# ゴディアスコ・サリーチェ・テルメ
ゴディアスコ・サリーチェ・テルメ（伊: Godiasco Salice Terme）は、イタリア共和国ロンバルディア州パヴィーア県にある、人口約3,200人の基礎自治体（コムーネ）。
2012年6月に、コムーネの名称がゴディアスコからゴディアスコ・サリーチェ・テルメに変更された。

## 地理

### 位置・広がり

#### 隣接コムーネ
隣接するコムーネは以下の通り。括弧内のALはアレッサンドリア県所属を示す。
- カザルノチェート (AL)
- チェーチマ
- モンテセーガレ
- ポンテ・ニッツァ
- ポッツォール・グロッポ (AL)
- リヴァナッツァーノ
- ロッカ・スゼッラ
- ヴォルペード (AL)

### 気候分類・地震分類
気候分類では、zona E, 2690 GGに分類される。
また、イタリアの地震リスク階級 (it) では、zona 3 (sismicità bassa) に分類される
。

## 行政

### 分離集落
ゴディアスコ・サリーチェ・テルメには、以下の分離集落（フラツィオーネ）がある。
- サリーチェ・テルメ (Salice Terme)

古代ローマ時代から知られる温泉場。源泉は7つあり、婦人科系疾患、呼吸器疾患などに効能があるといわれている。
- Alta Collina, Casa Bedaglia, Casa Belloni, Cascina Morosini, Gomo, Montegarzano, Piumesana, Sala Superiore, San Bartolomeo, San Desiderio, San Giovanni, Verone, Montalfeo